# Ronald Pettersson
Erik Ronald Pettersson (født 16. april 1935 i Surahammar, død 6. marts 2010 i Göteborg) var en svensk ishockeyspiller, der indtil 1993 var den svensker, der havde spillet flest landskampe. Det blev til i alt 252 kampe i blåt og gult, og ved sin død var han nummer fire på listen over flest spillede landskampe.
I sin landsholdskarriere deltog han i 13 VM-slutrunder og tre OL, og han var med til for Sverige at vinde to VM-guld- (1957, 1962), to VM-sølv- (1963, 1967) og fire VM-bronzemedaljer (1958, 1965, 1975, 1976 - de sidste to som træner) samt en OL-sølvmedalje (1964). Han var også med til at vinde to svenske mesterskaber i ishockey. I 1960 blev han tildelt Guldpucken som årets spiller i Sverige.
Inden ishockeykarrieren for alvor tog fat, spillede Ronald Pettersson samtidig fodbold for IFK Göteborg i Allsvenskan, hvor det blev til 14 kampe og fire mål i to sæsoner, samt en bronzemedalje med IFK i 1961. Efter afslutningen af den aktive ishockeykarriere blev han træner, først for det svenske juniorlandshold og senere for det norske A-landshold. Han er optaget i ishockeyens Hall of Fame.
Efter karrieren i ishockey drev han i en periode en tankstation sammen med sin mangeårige landsholdskammerat, Lars-Eric Lundvall, og han forsøgte sig også som modedesigner, da han fik udsendt en herreundertøjsserie i 1999.